# Tetracera tigarea
Espèce
Classification APG III (2009)
Synonymes
- Delima tigarea (DC.) Eichler
- Tetracera aspera (Aubl.) Willd.
- Tigarea aspera Aubl. - Basionyme[1]

Tetracera tigarea  est une espèce de plantes à fleurs de la famille des Dilleniaceae. C'est un arbustes d'origine américaine. 

## Protologue

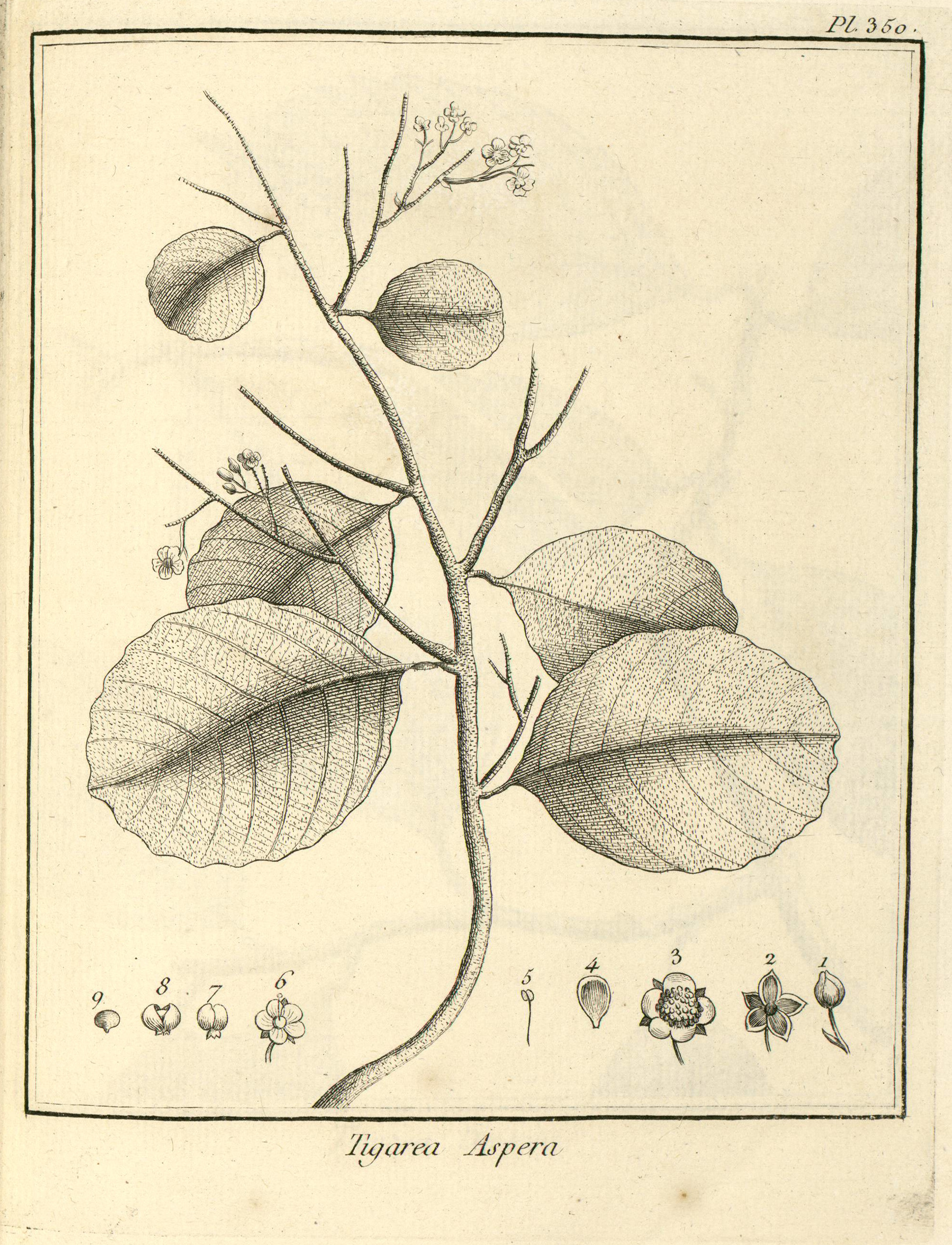
Tetracera tigarea : Planche 350 par Aublet (1775)
On a groſſi toutes les parties de la fleur, excepte le fruit qui eſt de grandeur naturelle.
FLEUR mâle. - 1. Bouton de fleur avec une écaille au pédoncule. - 2. Calice épanoui. - 3. Fleur épanouie. - 4. Pétale. - 5. Étamine ſéparée.
FLEUR femelle. - 6. Corolle. Piſtil. Étamines ſtériles. - 7. Capſule. - 8. Capſule ouverte en deux valves. Semence. - 9. Semence.

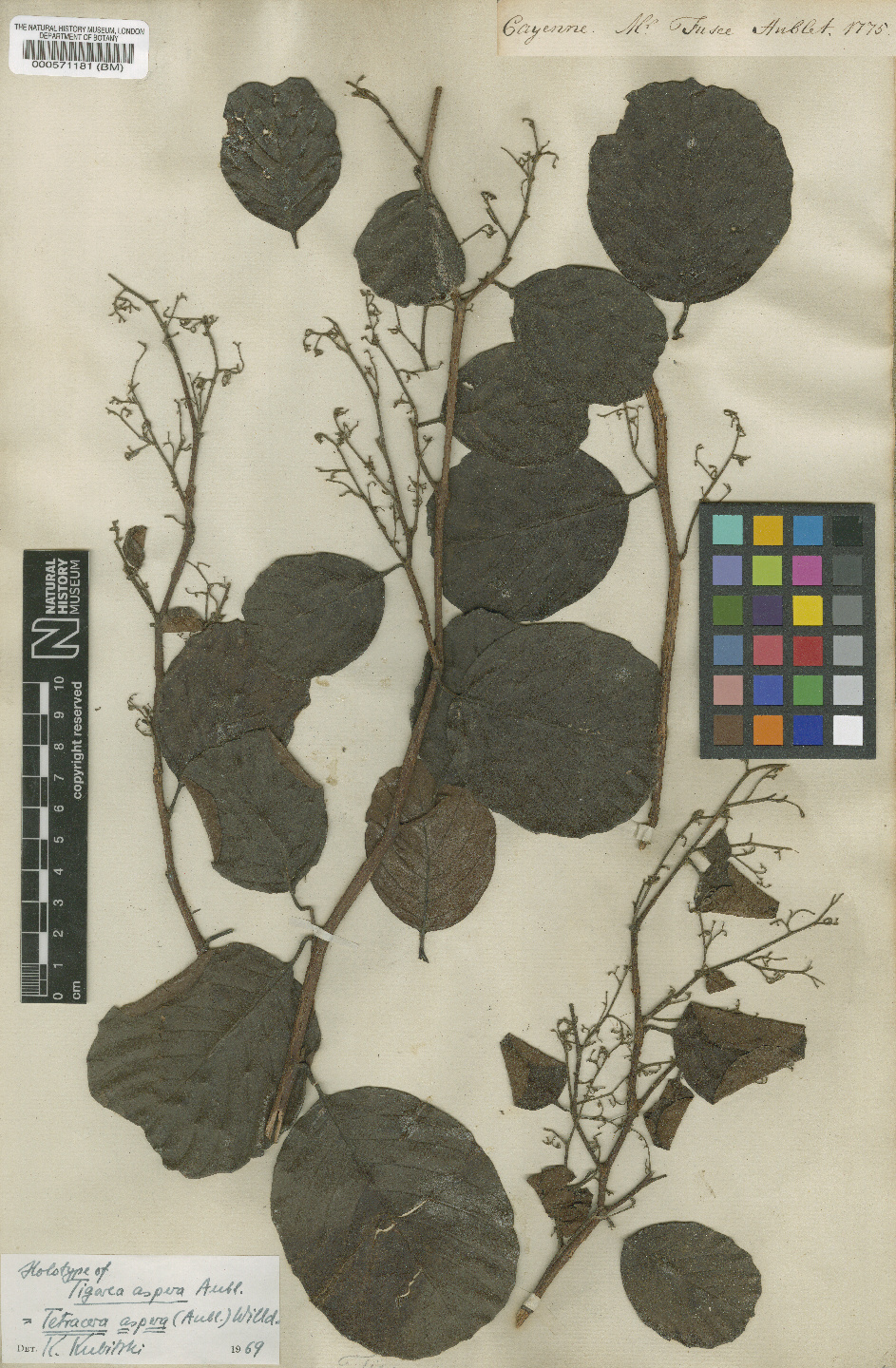
échantillon type de Tetracera aspera Aubl. (synonyme de Tetracera tigarea) collecté par Aublet en Guyane

En 1775, le botaniste Aublet propose le protologue suivant pour Tigarea aspera Aubl. (synonyme de Tetracera tigarea) : 
« TIGAREA (aſpera) foliis ſubrotundis, undulatis ; floribus racemoſis. (Tabula 350.)

Frutex caules plures, ſarmentoſos, ſcabros, è radice emittens. Ramis & ramulis longis, ſuprà arbores ſparſis & depcndentibus. Folia alterna, ſubrotunda, undulata, rigida, ſupernè & infernè aſpera, petiolata. Stipulæ binaæ, oppoſitæ, deciduæ, ad baſim petiolorum. Flores numeroſi, axillares, maſculi & feminei in diſtindis fruticibus. 
Florebat, fructumque ferebac Januario. 
Habitat in ſylvis Caïennæ & Guianæ. 

Nomen Gallicum liane rouge. »

« LE TIGARIER âpre. (PLANCHE 350.)
Cet arbrisseau jette des tiges ſarmenteuſes & rameuſes, qui s’élèvent juſques ſur la cime des grands arbres, ou étant parvenues elles laiſſent pendre pluſieurs de leurs rameaux, qui ſe prolongent juſqu'à terre. Les tiges, les branches, les rameaux, ainſi que les feuilles, ſont très rudes & après au toucher. Les branches & les rameaux ſont chargés de feuilles alternes, arrondies, & légèrement ondulées a leurs bords. Leur ſurface, tant inférieure que ſupérieure, eſt chagrinée, couverte de poils ras, crochus & roides. elles ſont partagées par une nervure longitudinale, de laquelle partent pluſieurs autres nervures latérales qui viennent ſe terminer au bord de la feuille. Leur pédicule eſt court, convexe en deſſous, creuſé en gouttiere en deſſus. Il eſt accompagné à ſa baie de deux stipules qui tombent. Les plus grandes feuilles ont trois pouces & demi de longueur, ſur trois pouces de largeur. 
Cet arbriſſeau porte des fleurs mâles ſur un pied, & des fleurs femelles ſur un autre. 
Les fleurs mâles, de même que les fleurs femelles, naiſſent ſur des grappes qui ſortent de l'aiſſelle d'une feuille. 
Le calice de la fleur mâle eſt d'une ſeule pièce, diviſé en quatre ou cinq parties concaves & pointues. 
La corolle eſt à quatre ou cinq pétales blancs, concaves, arrondis, attachés chacun par un onglet entre les diviſions du calice. 
Les étamines ſont en grand nombre, rangées au fond du calice, qu'elles couvrent entièrement. Leur filet eſt court ; l'anthère eſt jaune, à deux bourſes ſéparées par un ſillon. Le piſtil avorte. 
Le calice de la fleur femelle eſt ſemblable à celui de la fleur mâle, Il en eſt de même de la corolle. 
Les étamines ſont des filets ſans anthères. 
Le piſtil eſt un ovaire arrondi, ſurmonté d'un style, terminé par un stigmate large & obtus. 
L'ovaire devient une capsule ſèche, rouſſâtre, âpre au toucher, attachée au calice qui ſubſiſte ; elle s'ouvre en deux valves, & ne contient qu'une graine. 
On a groſſi toutes les parties de la fleur, excepte le fruit qui eſt de grandeur naturelle. 
Cet arbriſſeau eſt commun dans l'île de Caïenne. Les Créoles lui ont donne le nom de LIANE ROUGE, à cauſe de la couleur que prend ſa décoction. C'eſt, ſelon le préjugé du pays, un bon remède pour guérir les maladies vénériennes. 
Cet arbriſſeau étoit en fleur & en fruit dans le mois de Janvier.
On rencontre quelquefois cet arbriſſeau en ſi grande quantité dans les bois, qu'il eſt impoſſible de les parcourir, ſans être incommodé & déchiré par l’âpreté de ſes rameaux & de ſes feuilles, & ſur-tout fans être arrêté par l'entrelaſſement de ſes branches & de ſes rameaux. »

— Fusée-Aublet, 1775.